# (4632) Udagawa
(4632) Udagawa – planetoida z pasa głównego asteroid okrążająca Słońce w ciągu 3,28 lat w średniej odległości 2,21 j.a. Odkrył ją Takuo Kojima 17 grudnia 1987 roku w obserwatorium w Chiyoda. Nazwa planetoidy pochodzi od Tetsuo Udagawy (ur. 1947), zaangażowanego w rozwój laserowego systemu holograficznego do precyzyjnych pomiarów. Przed nadaniem nazwy planetoida nosiła oznaczenie tymczasowe (4632) 1987 YB.